# Comté de Tuolumne
Pour les articles homonymes, voir Tuolumne.
Le comté de Tuolumne (en anglais : Tuolumne County) est un comté américain de l'État de Californie. Au recensement des États-Unis de 2020, il compte 55 620 habitants. Le siège de comté est Sonora. Il est l'un des 27 comtés originels de Californie, établis en 1850, avec un nom amérindien aux origines disputées.

## Géographie

### Situation
Le col Donohue se trouve sur la bordure orientale avec le comté de Mono. Le comté de Tuolumne est l'un des trois comtés à couvrir le parc national de Yosemite avec ceux de Mariposa et Madera.

### Localités
Les villes et census-designated places constituent le comté :
- Chinese Camp
- Columbia
- Confidence
- East Sonora
- Groveland-Big Oak Flat
- Jamestown
- Mi-Wuk Village
- Moccasin
- Mono Vista
- Phoenix Lake-Cedar Ridge
- Sonora
- Soulsbyville
- Tuolumne City
- Twain Harte

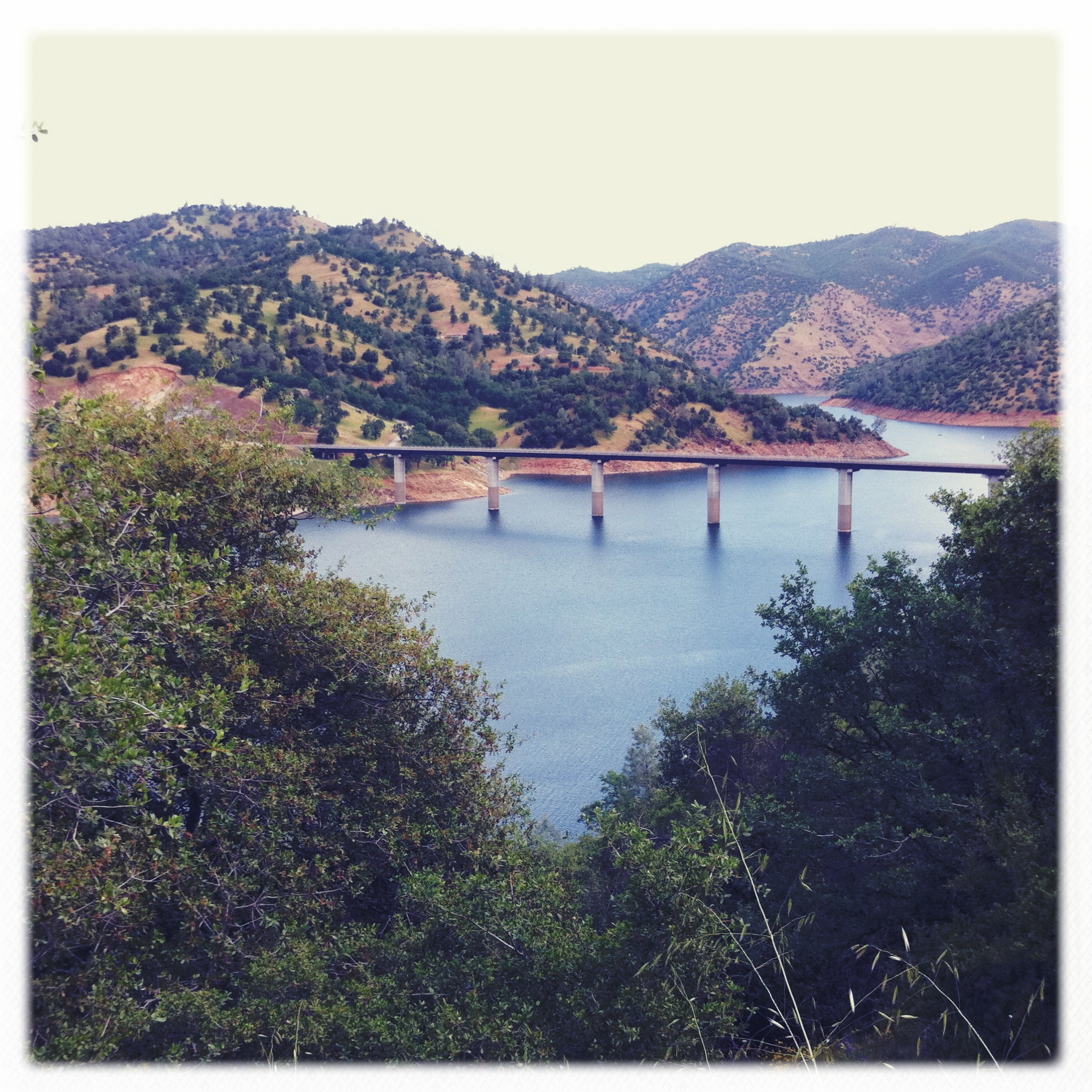
Le Jacksonville Road Bridge traversant le lac Don Pedro.
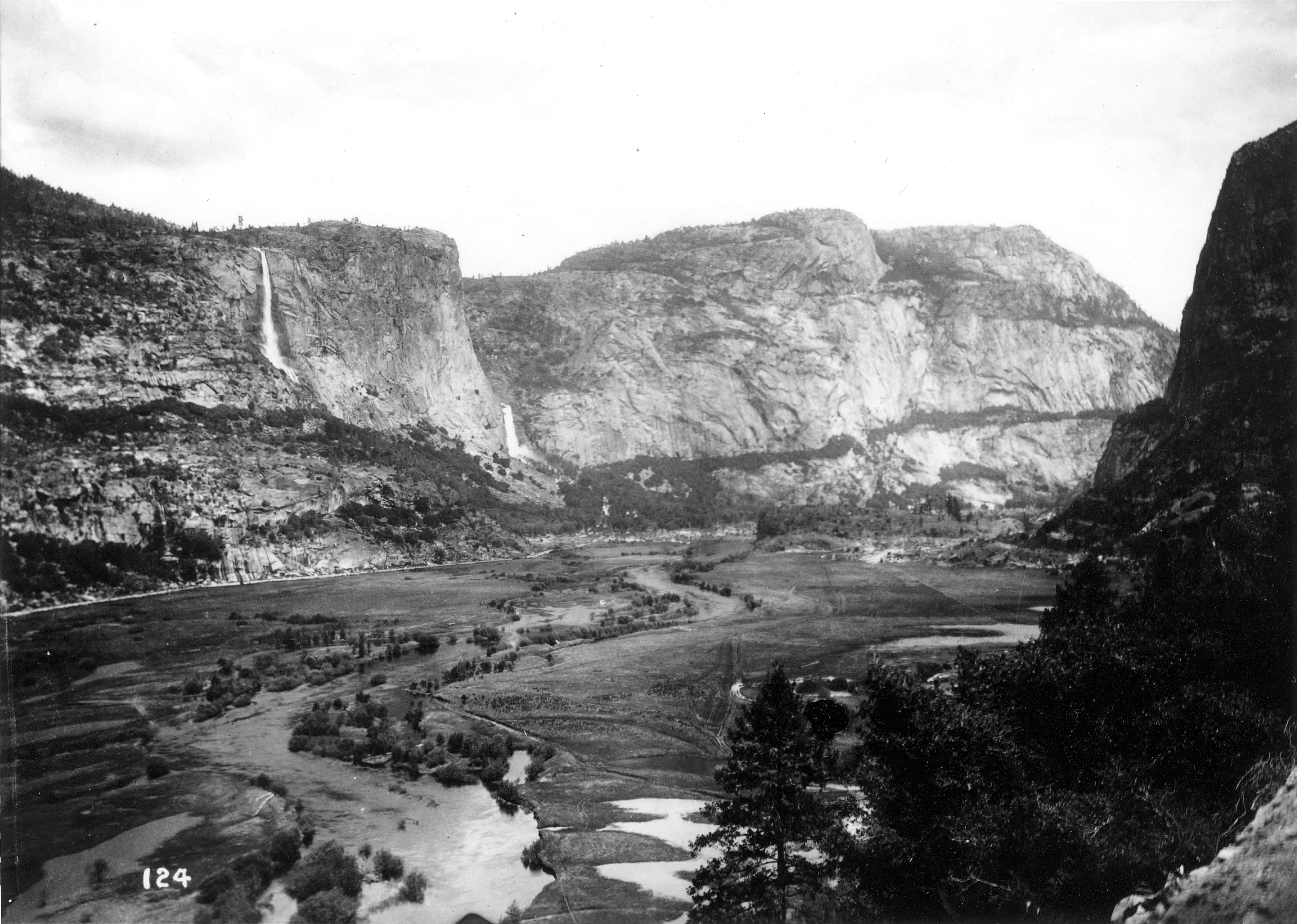
La vallée d'Hetch Hetchy avant vers 1900, avant la construction du barrage qui l'inonda.
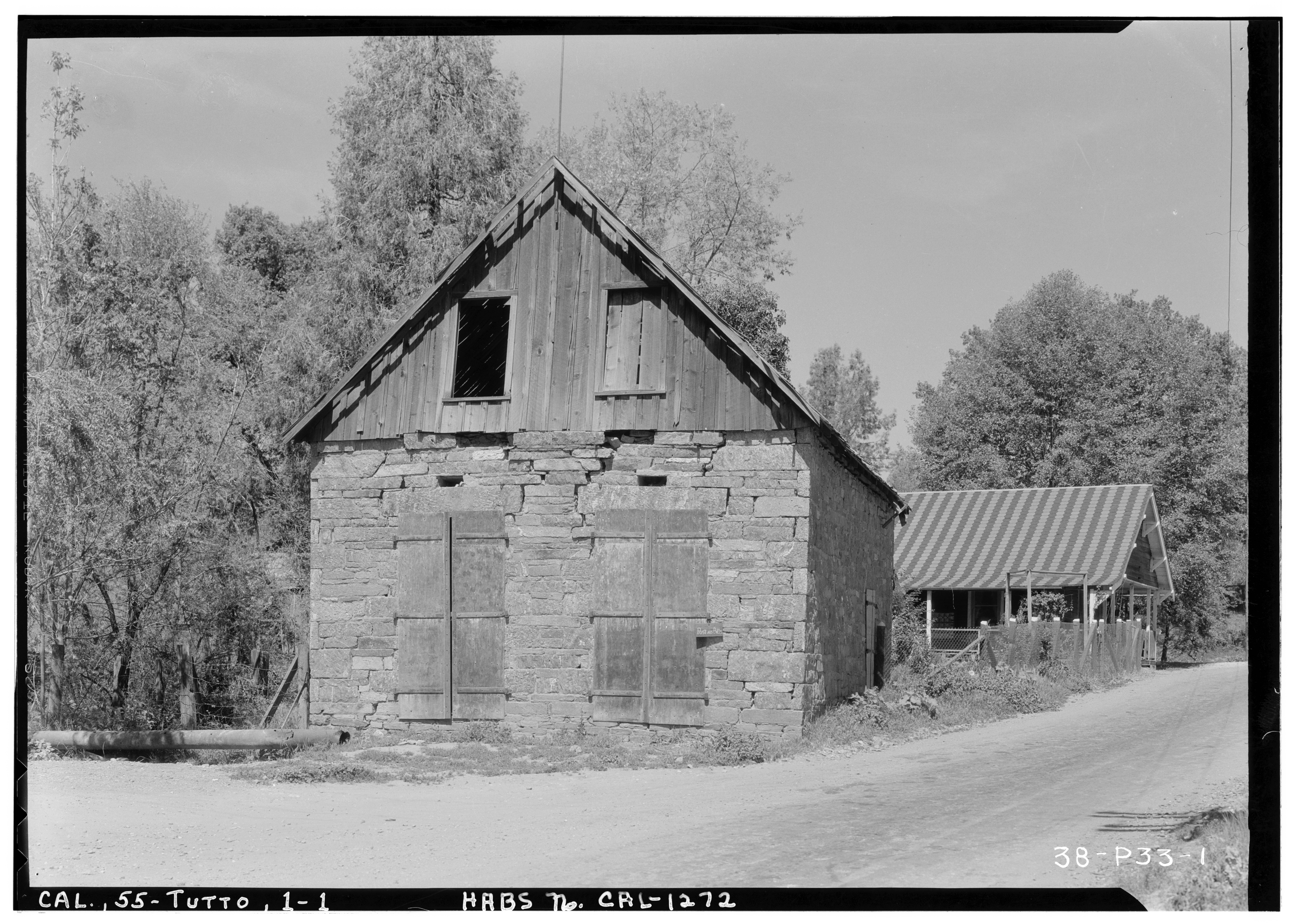
Tuttletown, ville fantôme du comté.
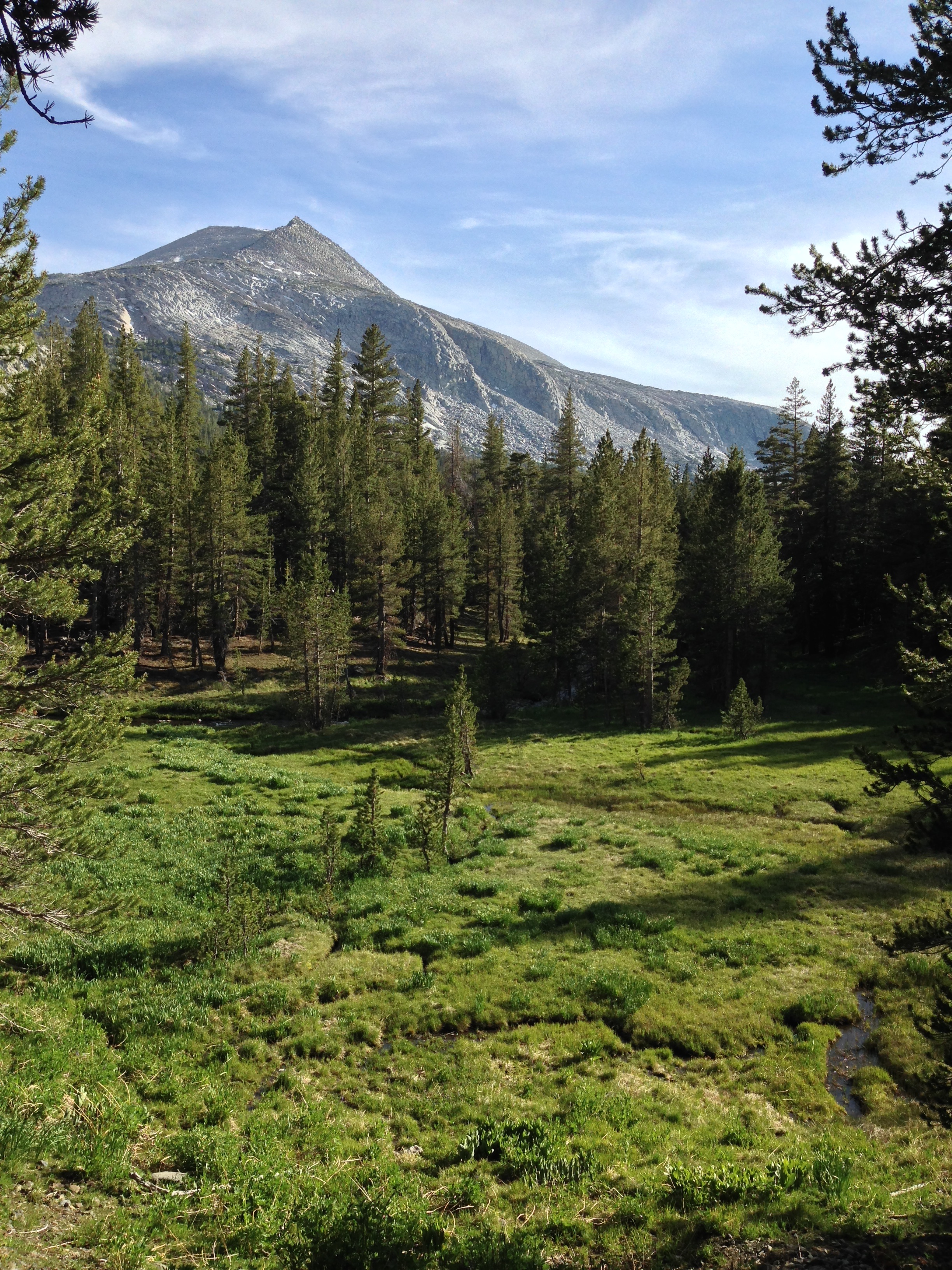
Mammoth Peak, sommet de la Sierra Nevada, dans le parc national de Yosemite.
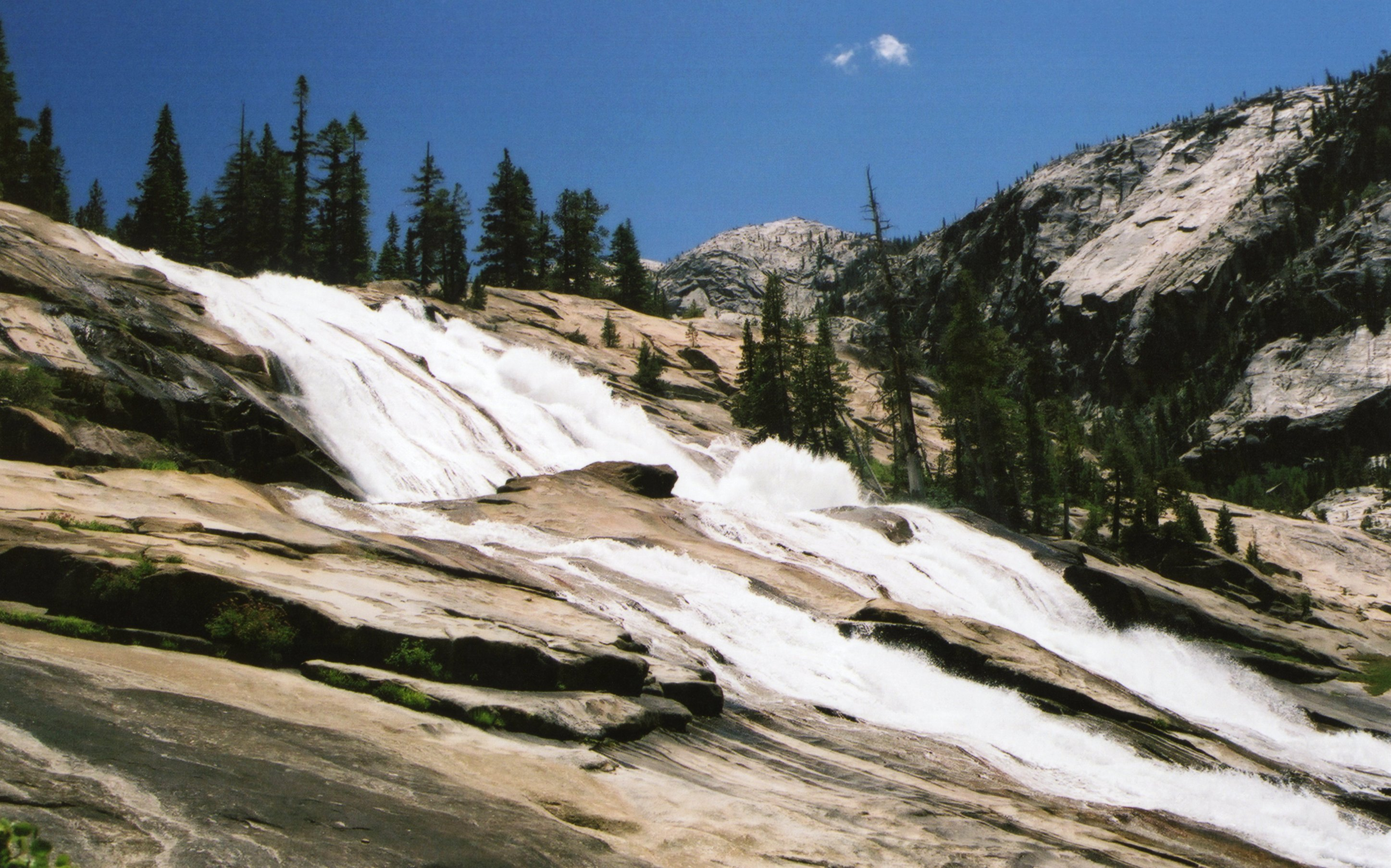
Chutes Waterwheel sur la rivière Tuolumne

## Démographie
| 1850  | 1860   | 1870  | 1880  | 1890  | 1900   |
| ----- | ------ | ----- | ----- | ----- | ------ |
| 8 351 | 16 229 | 8 150 | 7 848 | 6 082 | 11 166 |

| 1910  | 1920  | 1930  | 1940   | 1950   | 1960   |
| ----- | ----- | ----- | ------ | ------ | ------ |
| 9 979 | 7 768 | 9 271 | 10 887 | 12 584 | 14 404 |

| 1970   | 1980   | 1990   | 2000   | 2010   | 2020   |
| ------ | ------ | ------ | ------ | ------ | ------ |
| 22 169 | 33 928 | 48 456 | 54 501 | 55 365 | 55 620 |